# 三白草属
三白草属（学名：Saururus）是三白草科下的一个属，为草本植物。该属共有3种，分布于东亚和北美。
属名Saururus希腊语sauros“蜥蜴”与oura“尾”的合成词，意为花序外观像蜥蜴的尾巴。

## 下属物种
本属包括以下物种：
- Saururus cernuus L.
- 三白草 Saururus chinensis (Lour.) Baill.
- Saururus sinensis Teijsm. & Binn., 1866